# إميري (ويسكونسن)
إميري (بالإنجليزية: Emery, Wisconsin)‏ هي بلدة تقع بولاية ويسكونسن في الولايات المتحدة. تبلغ مساحتها 280.3 كم²، وترتفع عن سطح البحر 503 م، بلغ عدد سكانها 325 نسمة في عام 2000م حسب إحصاء مكتب تعداد الولايات المتحدة وتصل الكثافة السكانية فيها 1.2 نسمة/كم2.

## وصلات خارجية
- The US50 - Cities and Towns in Wisconsin State
- Wisconsin Cities and Towns, Facts, Map, Flag, Colleges, Government, and More